# 13989 Murikabushi
13989 Murikabushi eller 1993 BG är en asteroid i huvudbältet som upptäcktes den 16 januari 1993 av den japanska astronomen Tsutomu Seki vid Geisei-observatoriet. Den är uppkallad efter det japanska ordet murikabushi.
Asteroiden har en diameter på ungefär 5 kilometer.